# داندی‌ها
«داندی‌ها» نخستین قسمت از فصل دوم مجموعه تلویزیونی کمدی آمریکایی اداره و در کل هفتمین قسمت کل مجموعه است. این قسمت به نویسندگی میندی کالینگ و کارگردانی گرگ دنیلز، که تهیه‌کننده این سریال نیز هست، در ۲۰ سپتامبر ۲۰۰۵ از شبکه ان‌بی‌سی در ایالات متحده پخش شد.<این مجموعه زندگی روزمره کارمندان اداره‌ای در اسکرانتون، پنسیلوانیا در شرکت ساختگی داندر میفلین را به تصویر می‌کشد. در این قسمت، مایکل اسکات (استیو کرل) مجری «داندی‌ها»، نمایش سالانه‌ای است که در آن جوایزی را به اعضای اداره اهدا می‌کند. اما شب مراسم طوری که او برنامه‌ریزی کرده بود پیش نمی‌رود و مایکل در نهایت باعث عصبانیت یا تحقیر بیشتر کارکنان اداره می‌شود. در همین حال، پس ازپم بیزلی (جنا فیشر) با نامزدش، او آشکارا مست می‌شود و جیم هالپرت (جان کرازینسکی) را می‌بوسد.
«داندی‌ها» دومین قسمت از این مجموعه به کارگردانی گرگ دنیلز بود. بسیاری از مکان‌های رستوران چیلیز باید تغییر می‌کردند تا رستوران اجازه فیلم‌برداری را بدهد، به‌ویژه صحنه‌هایی که پم در آن سقوط می‌کند. «داندی‌ها» توسط حدود ۹٬۰ میلیون بیننده دیده شد و ۴٬۳/۱۰ درصد امتیاز را در میان بزرگسالان بین ۱۸ تا ۴۹ سال دریافت کرد، که آن را به بالاترین قسمت سریال از زمان پخش قسمت پایلوت تبدیل کرد. این قسمت نقدهای مثبتی از سوی منتقدان دریافت کرد.

## داستان
مایکل اسکات (استیو کرل) تنها شخصی‌ست که مشتاقانه دنبال مراسم سالانه خود، «داندی‌ها» است که در رستوران چیلیز برگزار می‌شود. جیم هالپرت (جان کرازینسکی) تلاش می‌کند که مایکل را از دادن جایزه «طولانی‌ترین نامزدی جهان» به پم بیزلی (جینا فیشر) منصرف کند. در همین حال، دوایت شروت (رین ویلسون) می‌فهمد که در دستشویی زنانه دربارهٔ مایکل گرافیتی‌ای کشیده شده (که بعداً مشخص می‌شود کار پم بوده) و تلاش‌های او برای پیدا کردن عامل آن به‌طور خجالت‌آوری ناموفق است.
در مراسم، نقش‌آفرینی مایکل به عنوان مجری شکست می‌خورد. رایان هوارد (بی جی نواک) هنگامی که مایکل به او جایزه «جذاب‌ترین شخص اداره» را می‌دهد خجالت‌زده می‌شود. نامزد پم، روی اندرسون (دیوید دنمان) و دریل فیلبین (کریگ رابینسون) همراه با پم از مراسم می‌روند. در پارکینگ، پم و روی دعوا می‌کنند و پم تنهایی به رستوران بر می‌گردد و مارگاریتا و آبجو می‌خورد. دیگر مشتریان در رستوران مایکل را به باد طعنه گرفتند و او تصمیم می‌گیرد به آن پایان دهد اما پم که مست شده بود اعضای اداره را رهبری می‌کند تا او مراسم را ادامه دهد. پم که با دریافت جایزه داندی «سفیدترین اسنیکر» خالی شده بود، یک سخنرانی ارائه می‌دهد و جیم را از لب می‌بوسد که جیم را شگفت‌زده می‌کند.

## عرضه و بازخوردها
«داندی‌ها» در اصل در تاریخ ۲۰ سپتامبر ۲۰۰۵ از شبکه ان‌بی‌سی در ایالات متحده آمریکا پخش شد. این قسمت در پخش اصلی آمریکایی خود، سهم ۴٬۳/۱۰ درصدی را در میان بزرگسالان بین ۱۸ تا ۴۹ سال دریافت کرد. این به این معنی است که ۲٬۴ درصد از تمام افراد ۱۸ تا ۴۹ ساله و ۶ درصد از تمام افراد ۱۸ تا ۴۹ ساله در حال تماشای تلویزیون در زمان پخش آن را دیده‌اند. این قسمت توسط ۹٬۰ میلیون بیننده دیده شد، که آن را به بالاترین امتیاز سریال از زمان قسمت پایلوت مجموعه تبدیل کرد.